# Demiurg

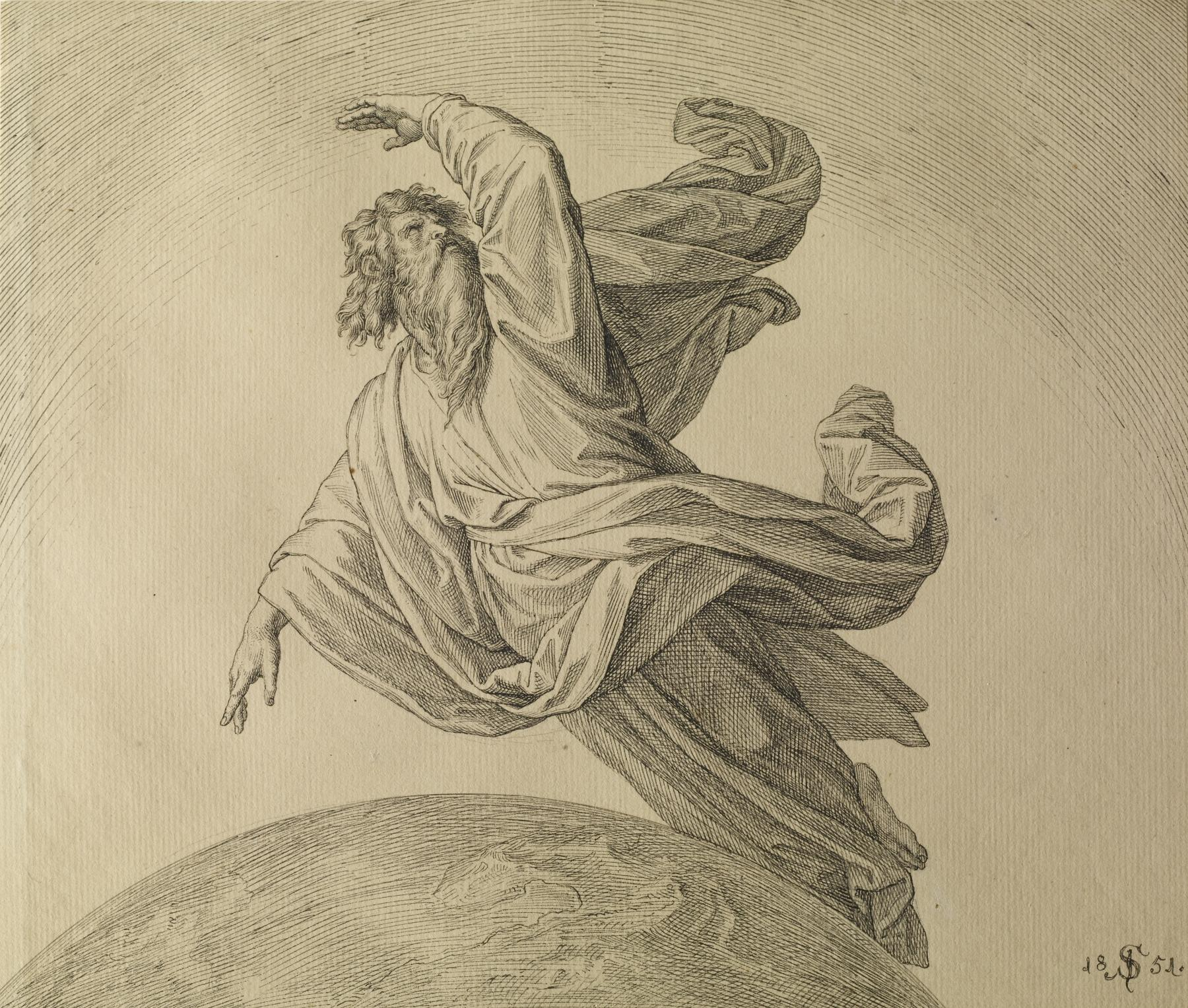
Gottvater bei der Erschaffung der Welt, Zeichnung von Karl Ferdinand Sohn, 1851, Walters Art Museum

Demiurg (altgriechisch δημιουργός dēmi(o)urgós „Handwerker“, „Erbauer“, „Schöpfer“) bezeichnet in der altgriechischen Umgangssprache einen Handwerker, in der philosophischen und theologischen Fachsprache das Prinzip „Gott“ als Schöpfer, als Baumeister des Kosmos.
Als Demiurgen (δημιουργοί dēmio(u)rgoí, attisch) oder Damiurgen (δαμιο(υ)ργοί damio(u)rgoí, dorisch) wurden im antiken Griechenland spezialisierte Berufstätige bezeichnet, insbesondere gewerbliche Produzenten. In Attika handelte es sich ursprünglich um Pächter (Hektemoroi) oder freie, aber grundbesitzlose Handwerker, Lohnarbeiter und Händler (Theten).
Später wurde der Ausdruck in philosophischen und theologischen Lehren wie dem Platonismus im übertragenen Sinn als göttlicher „Anfertiger“ verstanden, das schöpferische Prinzip „Gott“ als Baumeister des Kosmos. Aristoteles definiert seine Auffassung des Demiurgen als Unbewegten Beweger. Vertreter der Gnosis, einer religiösen Strömung der römischen Kaiserzeit, und Christen außerhalb der Großkirche griffen diese Vorstellung auf und deuteten sie in ihrem Sinn um. Während bei Platon und Aristoteles der Demiurg ein erhabenes Wesen ist, das nur das Bestmögliche will und hervorbringt, erscheint er in der gnostischen Tradition als fragwürdige Gestalt, die eine mangelhafte, von vielfältigen Übeln geprägte Welt erschaffen hat. Bei Marcion ist er als Schöpfer der Welt und Ordner der Materie eine vom „guten Gott“, den Christus verkündet hat, unabhängige Instanz.
In modernen religionswissenschaftlichen und philosophiegeschichtlichen Texten wird als Demiurg ein Schöpfergott bezeichnet, der nicht mit dem obersten Prinzip identisch, sondern niedrigeren Ranges ist. Der Begriff wird bei der Beschreibung von religiösen oder philosophischen Systemen verwendet, in denen außer der höchsten Gottheit, die nicht unmittelbar an der Erschaffung der Welt beteiligt ist, ein Weltschöpfer vorkommt.

## Etymologie und allgemeinsprachliche Begriffsverwendung
Das Wort dēmiourgós (δημιουργός, adjektivisch „für die Allgemeinheit tätig“, substantivisch „öffentlicher Arbeiter“, „Handwerker“, „Künstler“) besteht aus den Bestandteilen dēmio- (vom Adjektiv dḗmios „das Volk betreffend“, „öffentlich“ abgeleitet) und -(ϝ)orgós oder -(ϝ)ergós („Produzent“, „Tätiger“, abgeleitet von (ϝ)érgon „Werk“). Gemeint war ursprünglich ein für öffentliche Belange kreativ tätiger Spezialist, der mit fachmännischer Arbeit für die Öffentlichkeit bestimmte, besondere Erzeugnisse herstellt und Dienstleistungen erbringt. In diesem Sinne zählte schon Homer neben Handwerkern auch Ärzte und Herolde zu den Demiurgen. Später wurden auch Künstler und manche Staatsbeamte Demiurgen genannt.
Im archaischen Attika bildeten die Demiurgen angeblich im 6. Jahrhundert v. Chr. neben den Bauern und den Adligen einen der drei Bürgerstände, doch gilt diese Gliederung der Bürgerschaft nicht als zuverlässig überliefert. Bis in die klassische Epoche bezeichnete man vor allem Handwerker als Demiurgen. Als es aber im Lauf der Zeit zu einer zunehmenden Abwertung manueller, handwerklicher Tätigkeit kam, wurde für Handwerker die meist abschätzige Bezeichnung „Banause“ (von βάναυσος bánausos) geläufig, während man Angehörige angesehener Berufsstände weiterhin „Demiurgen“ nannte.
Der mit Demiurg verwandte Name Demogorgon wird häufig der griechischen Mythologie zugeschrieben. Er stammt wahrscheinlich von einem unbekannten Kopisten, der einen Kommentar eines Gelehrten aus dem vierten Jahrhundert, Lactantius Placidus, falsch gelesen und den Akkusativ des Platonischen Begriffs Demiurg, also des Schöpfergottes, als Nominativ gedeutet hat: aus dēmiourgos wurde dēmiourgon. In der Folge taucht dieser vermeintliche Gott in einer Notiz zu Lukans Epos Pharsalia aus den im 10. Jahrhundert entstandenen Commenta Bernensia auf, einer frühmittelalterlichen Kommentarsammlung zu klassischen griechisch-römischen Texten. In der Genealogia deorum („Genealogie der Götter“) schließlich erklärt Giovanni Boccaccio Demogorgon zum Stammvater der antiken Götter, indem er sich fälschlich auf eine Textstelle in den Metamorphosen des Ovid bezieht. Vor allem in der angelsächsischen Literatur und Popkultur taucht er als eigenständiger Gott der Unterwelt und als Dämon auf.

## Antike Philosophie und Theologie

### Sokrates und Platon
Den Vorsokratikern war das Konzept des Demiurgen unbekannt, doch wurde die Verwendung des Ausdrucks „Demiurg“ für den Schöpfergott anscheinend nicht erst von Platon eingeführt. Platons Zeitgenosse Xenophon berichtet, schon Sokrates habe den Schöpfergott mit einem weisen und freundlichen Werkmeister (demiourgos) verglichen.
Platon betonte den Vorrang des Geistes gegenüber der Materie. Er lehrte, dass die materiellen Dinge geistigen Ursprungs seien. Sie seien nicht Ergebnisse eines zufälligen Geschehens, sondern von einer göttlichen Instanz erzeugt und vernünftig geordnet. Die sinnlich wahrnehmbaren vergänglichen Objekte und Gegebenheiten seien Abbilder überzeitlicher Urbilder, der platonischen Ideen.

Schematische Darstellung der platonischen Ideenlehre. Erschlossen aus den platonischen Dialogen

In seinem Dialog Timaios beschreibt Platon in mythischer Sprache den Zusammenhang zwischen geistigen (intelligiblen) Urbildern und materiellen Abbildern. Dazu führt er den Demiurgen ein, einen Schöpfergott, der wie ein Künstler oder Handwerker die Welt auf vernünftige Weise planmäßig erschafft und einrichtet. Platon weist darauf hin, dass der Demiurg schwer aufzufinden sei und nicht allen Menschen verkündet werden könne; er hält es für schwierig, etwas über den Schöpfer und dessen Werk mitzuteilen. Da er den Demiurgen als Lebewesen darstellt, schreibt er ihm auch Gefühle zu; er gibt an, der Schöpfer sei von seinem Werk erfreut gewesen.
Nach der Schilderung im Timaios gibt es vor der Schöpfung nur die ungeordnete Bewegung der Materie im Chaos, die der „Notwendigkeit“ folgt. In dieses Chaos greift der Demiurg ein. Er erschafft nicht aus dem Nichts, sondern ordnet die bereits existierende Materie, indem er sie durch Gestalt und Zahl formt und den Dingen Maß verleiht. So bringt er aus dem Chaos die Welt hervor, die er zum kugelförmigen Kosmos, dem wohlgeordneten Universum, gestaltet. Er sorgt für Harmonie zwischen den Bestandteilen des Alls und etabliert die mathematischen Gesetzen folgende bestmögliche Weltordnung. Seine schöpferische Tätigkeit führt er aus, indem er auf die Ideen „hinblickt“ und der ursprünglich formlosen Materie etwas vom Wesen der geistigen Vorbilder vermittelt. Dies vollbringt er jedoch nicht unmittelbar, sondern er benötigt dafür die Weltseele, die er als vermittelnde Instanz zwischen der rein geistigen Ideenwelt und dem physischen Weltkörper erschafft. Der Weltseele fällt die Aufgabe zu, den Kosmos zu beleben und zu lenken. Ein etwas später entstandenes Erzeugnis des Schöpfergotts ist der unvergängliche Teil jeder individuellen Menschenseele. Schließlich zieht sich der Demiurg zurück, obwohl die Schöpfung noch nicht vollendet ist; die restliche Schöpfungstätigkeit, darunter die Erschaffung des vergänglichen Seelenteils und des menschlichen Körpers, überlässt er untergeordneten Göttern, die seine Geschöpfe sind.
Im Mythos des Timaios werden die Schöpfungsvorgänge so beschrieben, dass der Eindruck entsteht, es sei ein Schöpfungsakt gemeint, der zu einer bestimmten Zeit stattgefunden hat. Demnach hätte die sinnlich wahrnehmbare Welt vorher nicht existiert und wäre den entstandenen, zeitabhängigen Dingen zuzurechnen. Da diese Vorstellung im Rahmen des Platonismus zu erheblichen philosophischen Schwierigkeiten führt, waren die meisten antiken Platoniker der Meinung, Platon habe die Weltschöpfung nur zum Zweck der Veranschaulichung wie einen zeitlichen Vorgang geschildert, in Wirklichkeit habe er eine überzeitliche Kausalität gemeint und den Kosmos für ewig gehalten. Nach dieser Deutung, die wahrscheinlich Platons Auffassung richtig wiedergibt, hat die Schöpfung weder einen Beginn noch ein Ende.

### Epoche der Platonischen Akademie
In der Zeit zwischen Platons Tod (348/347 v. Chr.) und dem Untergang der von ihm gegründeten Schule, der Platonischen Akademie, im frühen 1. Jahrhundert v. Chr. scheint das Konzept des Schöpfergottes bei den Platonikern eine geringe Rolle gespielt zu haben. Platons Schüler Speusippos meinte, der Demiurg sei mit dem reinen Intellekt (Nous, Weltvernunft) identisch. Diese Interpretation entspricht wahrscheinlich Platons Auffassung. Anderer Ansicht war Aristoteles, ein Schüler Platons, der sich später vom Platonismus abwandte. Er brachte Argumente gegen die Annahme einer Schöpfung vor. Aristoteles war der Überzeugung, die Hypothese eines entstandenen, dem Bereich des Werdens und Vergehens angehörenden Kosmos sei mit der Vorstellung eines unwandelbar guten Demiurgen unvereinbar. Beide Annahmen seien irrig; die Welt sei ewig und einen Demiurgen gebe es nicht.
In der letzten Phase der Geschichte der Akademie, der Epoche des Skeptizismus („akademische Skepsis“), wurde die Beweisbarkeit philosophischer und theologischer Aussagen generell bestritten. Auch den Gedanken einer Welterschaffung und göttlichen Weltlenkung zählten die akademischen Skeptiker zu den unbeweisbaren Hypothesen, gegen die sie gewichtige Einwände vorbrachten und denen sie als bloßen Mutmaßungen keinen Erkenntniswert zubilligten.

### Mittelplatonismus
Im Mittelplatonismus, der sich nach dem Ende der Akademie herausbildete, setzte eine neue Auseinandersetzung mit der Schöpfungsthematik ein. Im Rahmen der Platon-Auslegung ordneten die Mittelplatoniker den im Timaios beschriebenen Demiurgen auf unterschiedliche Weise in die Systematik der ontologischen Entitäten des Platonismus ein. Manche von ihnen, darunter Attikos, identifizierten ihn mit der höchsten Gottheit, die sie mit der Idee des Guten gleichsetzten, andere hielten ihn für eine untergeordnete Instanz. Die Gleichsetzung des Demiurgen mit der höchsten Gottheit war problematisch, wenn das Erschaffen als Tätigkeit oder Bemühen (eine Art von „Arbeit“) aufgefasst wurde (wie Platons Metapher vom Handwerker-Demiurgen suggeriert), denn dies galt als der obersten Wesenheit unwürdig. Philosophische Gegner des Platonismus wie die Epikureer griffen die Vorstellung einer sich um die Welt kümmernden Gottheit an.
Verbreitet war bei den Mittelplatonikern die Auffassung, der Demiurg sei der Nous, doch ob der Nous mit der höchsten Gottheit identisch oder ihr untergeordnet ist, darüber gingen die Meinungen auseinander. Oft wurden die Aufgaben des Demiurgen auf verschiedene Instanzen aufgeteilt. Einige Mittelplatoniker waren der Ansicht, der aus dem Nous hervorgegangenen und ihm untergeordneten Weltseele komme eine demiurgische Funktion zu. Ein weiteres Problem war die Frage, ob der Demiurg der urbildlichen Ideenwelt (Paradigma) in der hierarchischen Seinsordnung voransteht oder nachfolgt oder rangmäßig gleichgeordnet ist. Neben diesen Einordnungsfragen erörterten die Philosophen auch die Bedeutung von Platons Feststellung, der Demiurg sei nicht nur Erschaffer, sondern auch Vater des Alls.
Der Mittelplatoniker Numenios von Apameia unterschied zwischen dem ersten, obersten Gott, der vom materiellen Kosmos gänzlich abgesondert sei und daher nicht der Weltschöpfer sein könne, und dem zweiten Gott. Den ersten Gott hielt er für den Demiurgen des Seins (die Quelle der unwandelbaren geistigen Welt), den zweiten für den Demiurgen des Werdens (den Schöpfer der Sinneswelt im Sinne des Timaios). Der erste Gott sei das Gute an sich, der zweite, ihm untergeordnete sei durch Teilhabe am Guten gut. Der Demiurg des Werdens bringe durch die Betrachtung des ersten Gottes die Idee des Kosmos hervor und gestalte nach dieser Idee das All, indem er die formlose Materie strukturiere. Im Gegensatz zum ersten Gott sei er bewegt. Der Demiurg des Werdens erzeuge, ordne und lenke die sinnlich wahrnehmbare Welt; wenn man ihn unter dem Gesichtspunkt dieser Funktion betrachte, erscheine er als dritter Gott. Wie Numenios nahm auch Harpokration von Argos drei Götter oder drei Aspekte der Gottheit an. Er unterschied zwischen dem obersten, nicht tätigen Gott und dem Demiurgen, den er als doppelt oder in zwei Aspekte aufgeteilt betrachtete.
Vom Platonismus stark beeinflusst war der jüdische Denker Philon von Alexandria, der den Begriff des Demiurgen übernahm und ihn in die jüdische Schöpfungslehre einführte. Auch im hermetischen Schrifttum kommt der Demiurg vor; er wird dort mit dem Nous, mit Zeus oder mit der Sonne gleichgesetzt.
Der berühmte Arzt Galen hielt den Demiurgen für den Urheber der Körper, deren Beschaffenheit er in allen Einzelheiten optimal festgelegt habe. Der Demiurg sei aber nicht wie der Gott der jüdischen Religion allmächtig, sondern er habe nur das unter den gegebenen Verhältnissen Bestmögliche erschaffen können; über Naturnotwendigkeiten könne er sich nicht hinwegsetzen.

### Neuplatonismus
Im Neuplatonismus ist das absolut transzendente und undifferenzierte Eine die oberste Gottheit; aus ihm geht der Nous hervor, aus dem Nous die Weltseele, die den sinnlich wahrnehmbaren Kosmos belebt. Zwischen dem Einen, der von allem anderen abgetrennten höchsten Entität, und der materiellen Welt ist im neuplatonischen Weltbild kein direkter Zusammenhang möglich. Nur mittelbar, durch Vermittlung des Nous und der Weltseele, ist das Eine die Ursache der Existenz des sichtbaren Kosmos. Daher kann die oberste Gottheit keinesfalls mit dem welterschaffenden Demiurgen identisch sein. Für die Rolle des Weltschöpfers kommen nur der Nous und die Weltseele in Betracht.
Plotin, der Begründer des Neuplatonismus, weist die Aufgabe des Demiurgen sowohl dem Nous als auch der Weltseele zu. In seiner Lehre erscheint der Nous hinsichtlich seiner schöpferischen Produktivität als Demiurg, das heißt als die Instanz, welche die Formen (die platonischen Ideen) in sich enthält und sie dem unter ihm stehenden Bereich vermittelt. Plotins ‚Demiurg‘ handelt nicht mit Wollen und Überlegung, sondern wirkt instantan so, dass die von ihm geschaffene Weltordnung nicht besser sein könnte, wenn sie das Ergebnis von Überlegung wäre.
Der Neuplatoniker Porphyrios, ein Schüler Plotins, wendet sich gegen die Auffassung, der Demiurg bearbeite wie ein Handwerker eine bereits vorhandene Materie; er meint, der Schöpfer erschaffe die Welt einschließlich der Materie aus sich selbst durch sein bloßes Sein, er wirke wie ein Same des Kosmos. Porphyrios nimmt eine sehr enge Verbindung zwischen Nous und Weltseele an, die Weltseele ist für ihn der entfaltete Nous; daher sind beide – als Einheit verstanden – der Demiurg. Dagegen wenden sich Iamblichos und Proklos, die Nous und Weltseele scharf trennen und der Weltseele keine demiurgische Funktion zuweisen.
Im späteren Neuplatonismus wird das hierarchisch aufgebaute Weltmodell stärker ausdifferenziert; die Neuplatoniker schieben zwischen dem Einen und dem untersten Bereich der geistigen Welt eine Reihe von Zwischenstufen ein. Dadurch entsteht in manchen Modellen zwischen dem Einen und dem Demiurgen ein beträchtlicher Abstand. Bei Denkern der spätantiken neuplatonischen Schule von Athen (Syrianos, Proklos) erhält der Demiurg in der geistigen Welt einen niedrigen Rang, da seine Stufe weit von der des Einen entfernt ist. In der mythologischen Terminologie entspricht Proklos’ Demiurg dem Gott Zeus. Ihm übergeordnet sind seine Mutter Rhea und sein Vater Kronos. Diese drei Götter bilden bei Proklos eine Triade (Dreiergruppe), die unterste der drei Göttertriaden der geistigen Welt. Den Bereich dieser Triade charakterisiert Proklos als „intellektuell“ (noerós); sie ist die am höchsten entfaltete Triade und damit der Einheit am fernsten.
Eine Tendenz zur Ausdifferenzierung zeigt sich auch darin, dass der Demiurg in einigen Modellen eine Binnenstruktur erhält. Schon im 3. Jahrhundert teilt Amelios Gentilianos, ein Schüler Plotins, den Nous, den er mit dem Demiurgen gleichsetzt, in drei Bereiche auf oder unterscheidet drei Aspekte in ihm: den ersten, zweiten und dritten Intellekt. Den ersten Intellekt charakterisiert er als wollend, den zweiten als durch das Denken erschaffend, den dritten als physisch erzeugend. Alle drei betrachtet Amelios als demiurgisch, wobei er die Schöpferqualität in erster Linie dem dritten zuspricht. Auch Theodoros von Asine, der dem Demiurgen einen ontologisch eigenständigen Bereich zwischen der Intellektebene und der Seelenebene zuweist, fasst ihn als Dreiheit auf.
Im 5. Jahrhundert lehrt der Neuplatoniker Hierokles von Alexandria, der Demiurg, den er auch Zeus nennt und mit der pythagoreischen Tetraktys (Vierheit, Tetrade) gleichsetzt, sei der Schöpfer der gesamten sichtbaren und unsichtbaren Weltordnung. Unmittelbar unterhalb des Demiurgen ordnet er die unsterblichen Götter ein, die nach seiner Ansicht dem Demiurgen ihre Existenz verdanken, aber nicht in der Zeit geschaffen sind.

### Gnosis und Christentum

#### Gnosis
In der römischen Kaiserzeit griffen gnostisch orientierte Schriftsteller die Vorstellung eines als Demiurg tätigen Gottes auf, deuteten sie aber radikal um. Sie verwarfen die Überzeugung der Platoniker und der christlichen Großkirche, dass der Demiurg ausschließlich gut sei und nur das Bestmögliche wolle und erschaffe. Nach ihrer Meinung zwingt die Mangelhaftigkeit der mit Übeln behafteten Schöpfung zur Folgerung, dass der Schöpfer selbst charakterlich unvollkommen sei. Daher unterschieden sie zwischen zwei Göttern: einem ethisch fragwürdigen, unwissenden oder gar ‚bösartigen Demiurgen‘ als Schöpfer und Herrn der bestehenden schlechten Welt und einem absolut guten Gott, der aus irdischer Sicht als Fremdling erscheine. Der ‚fremde Gott‘ habe die Schöpfung nicht gewollt und sei nicht an ihr beteiligt. Daher sei er für die Verhältnisse in der Welt nicht verantwortlich. Dieses Modell stellte für die Gnostiker die Lösung des Problems der Theodizee dar.
Kennzeichnend für die verschiedenen religiösen Lehren und Gruppierungen des 2. und 3. Jahrhunderts und deren früheren Vorläufer war eine pessimistische Weltsicht, ein Unbehagen, dass der Mensch an einem uneigentlichen, eingegrenzten Ort festgehalten würde, einer irdischen Begrenzung seines Daseins. Oder eindringlicher, die Welt sei in der ‚Hand des Bösen‘.
Demgegenüber stünde ‚das Gute‘, der göttliche Urgrund, das Himmlische, das sich im irdischen Menschen etwa in der Metapher eines ‚Lichtfunkens‘ ausgedrückt zeige und zur ‚Erweckung‘ und ‚Erkenntnis‘ (= Gnosis) führe.
Nach Kurt Rudolph (1977) verlange die „gnostische Weltsicht […] regelrecht nach Offenbarung, die von außerhalb des Kosmos stammt und die die Möglichkeit der Rettung aufzeigt“. Der Gnostiker erwartete das ‚Heil‘ von einem streng transzendent vorgestellten ‚obersten Gott‘, während der ‚Gott der Welt‘, der Demiurg, eine minderwertige Größe darstellte und mitsamt seinem Ergebnis, der irdischen Welt, vom Gnostiker verachtet wurde, als Verursacher seiner Leidens-Existenz.
Als Machthaber der Welt betrachteten die Gnostiker eine Gruppe von mächtigen, tyrannischen Dämonen, die sie „Archonten“ (Herrscher) nannten. Sie hielten entweder die ganze Gruppe für die Weltschöpfer oder wiesen diese Rolle nur dem Anführer der Archonten zu, den sie dann als Demiurgen bezeichneten. Die Seelen der Menschen seien kein ursprünglicher Bestandteil dieser Schöpfung, sondern von außen hereingekommen oder gewaltsam hereingebracht worden. Dann seien sie mit ihren Körpern verbunden worden und so in Gefangenschaft geraten. Dieses Unheil habe der Demiurg verschuldet, indem er die Seelen in die Körper „geworfen“ habe. Einer gnostischen Sonderüberlieferung zufolge hat der Demiurg diese Tat später bereut und als Dummheit betrachtet.
Nach den gnostischen Lehren ist der außerweltliche „fremde“ Gott den Bewohnern der Welt normalerweise verborgen, denn die Archonten wollen die von ihnen beherrschten Geschöpfe in Unwissenheit halten, damit sie nicht entweichen. Ein Entkommen aus dem kosmischen Gefängnis ist aber dennoch möglich, da sich der fremde Gott den Menschen durch seinen „Ruf“ offenbart und ihnen einen Weg zum Ausscheiden aus dem Kosmos und damit zur Erlösung zeigt.

#### Markionismus
Dem gnostischen Denken in mancher Hinsicht verwandt und teilweise noch radikaler ist die Theologie des Markionismus, einer frühchristlichen Lehre, die Markion im 2. Jahrhundert begründete. Markion fand viele Anhänger und schuf eine religiöse Gemeinschaft. Er identifizierte den ‚Demiurgen‘ mit dem Gott des Alten Testaments, der schwere charakterliche Mängel aufwiese. Der ‚Demiurg‘ sei der Erschaffer und Beherrscher der Welt, der Urheber des alttestamentlichen Gesetzes, nicht aber der Vater Christi. Christus habe einen anderen, schlechthin guten Gott verkündet, von dem der ‚Demiurg‘ nichts wisse. Dieser Gott sei vollkommen und barmherzig, von ihm gehe die Gnade und Erlösung aus.

#### Großkirche
In der griechischen Übersetzung des Tanach, der Septuaginta, werden das Wort Demiurg und das zugehörige Verb dēmiourgeín als Bezeichnungen für den Schöpfer bzw. seine Tätigkeit vermieden, da die Erschaffung der Welt als rein geistiger Vorgang erscheinen soll und der handwerklich-technische Aspekt des demiurgischen Erzeugens nicht mit anklingen soll. Gott ist hier der Herrscher, der wie ein königlicher Städtegründer durch seinen bloßen Willen etwas entstehen lässt und sich dadurch fundamental von einem Verfertiger, der etwas demiurgisch herstellt, unterscheidet. Im Neuen Testament hingegen wird Gott im Hebräerbrief als Demiurg bezeichnet. Frühe Kirchenväter wie Justin der Märtyrer und Clemens von Alexandria billigen wesentliche Aspekte des platonischen Konzepts; sie sehen in Gott den guten Demiurgen, der als Schöpfer das Chaos der Materie geordnet hat.
Schon im 2. Jahrhundert erscheint in der patristischen Literatur nicht nur Gottvater, sondern auch Jesus Christus als Demiurg. Im 3. Jahrhundert meint der namhafte Kirchenschriftsteller Origenes, Gottvater habe seinem Sohn aufgetragen, die Welt zu schaffen; die Bezeichnung „Demiurg“ sei auf beide anzuwenden.
Auch der stark platonisch beeinflusste Kirchenvater Eusebios von Caesarea bezeichnet sowohl Gottvater als auch Christus als Demiurgen, verwendet diesen Begriff aber vorwiegend für den Sohn (den Logos). Er hält den Logos für den kosmischen Mittler zwischen dem fernen, absolut transzendenten, unerkennbaren Gottvater und dem materiellen Weltall. Der Logos schaut auf die Ideenwelt des Vaters, um sie in den Dingen abzubilden und die Materie zu formen und zu ordnen. Der berühmte Theologe Basilius von Caesarea setzt sich mit dem im Timaios dargelegten Konzept der Schöpfungstätigkeit des Demiurgen auseinander und wendet sich gegen dessen neuplatonische Interpretation.

## Moderne Rezeption
In der Moderne hat der Philosoph John Stuart Mill in seinem 1874 postum publizierten Essay Theism („Theismus“) die Möglichkeit erörtert, dass die Welt von einem geschickten, aber nicht allmächtigen Demiurgen erschaffen worden ist. Dabei beschränkt Mill seine Überlegungen auf das, was nach seiner Ansicht eine natürliche Theologie darüber aussagen kann. Der Hypothese zufolge hat der Demiurg die Welt nicht aus dem Nichts erschaffen, sondern indem er bereits vorhandene Materialien von gegebener Beschaffenheit kombinierte. Die beiden großen Elemente des Universums, Stoff und Kraft, hat er nicht erzeugt, sondern vorgefunden. Er war zwar in der Lage, die Welt hervorzubringen, doch stieß er auf Hindernisse, die ihn seine Zwecke nur teilweise erreichen ließen. Diese Hindernisse können nach Mills Ansicht entweder in den vorgegebenen Eigenschaften des Materials liegen oder in der Begrenztheit der Fähigkeiten des Demiurgen. Mill bezweifelt, dass man – wie die antiken Platoniker – behaupten kann, das Geschick (skill) des Demiurgen habe „die äußerste Grenze der Vollkommenheit erreicht, die mit dem von ihm verwendeten Material und den Kräften, mit denen es zu arbeiten hatte, vereinbar war“.
Der Philosoph David Hume hat in seinem Werk "Dialoge über die natürliche Religion" ebenfalls die Möglichkeit eines unvollkommenen Schöpfers erörtert.